# Joost Adriaan van Hamel

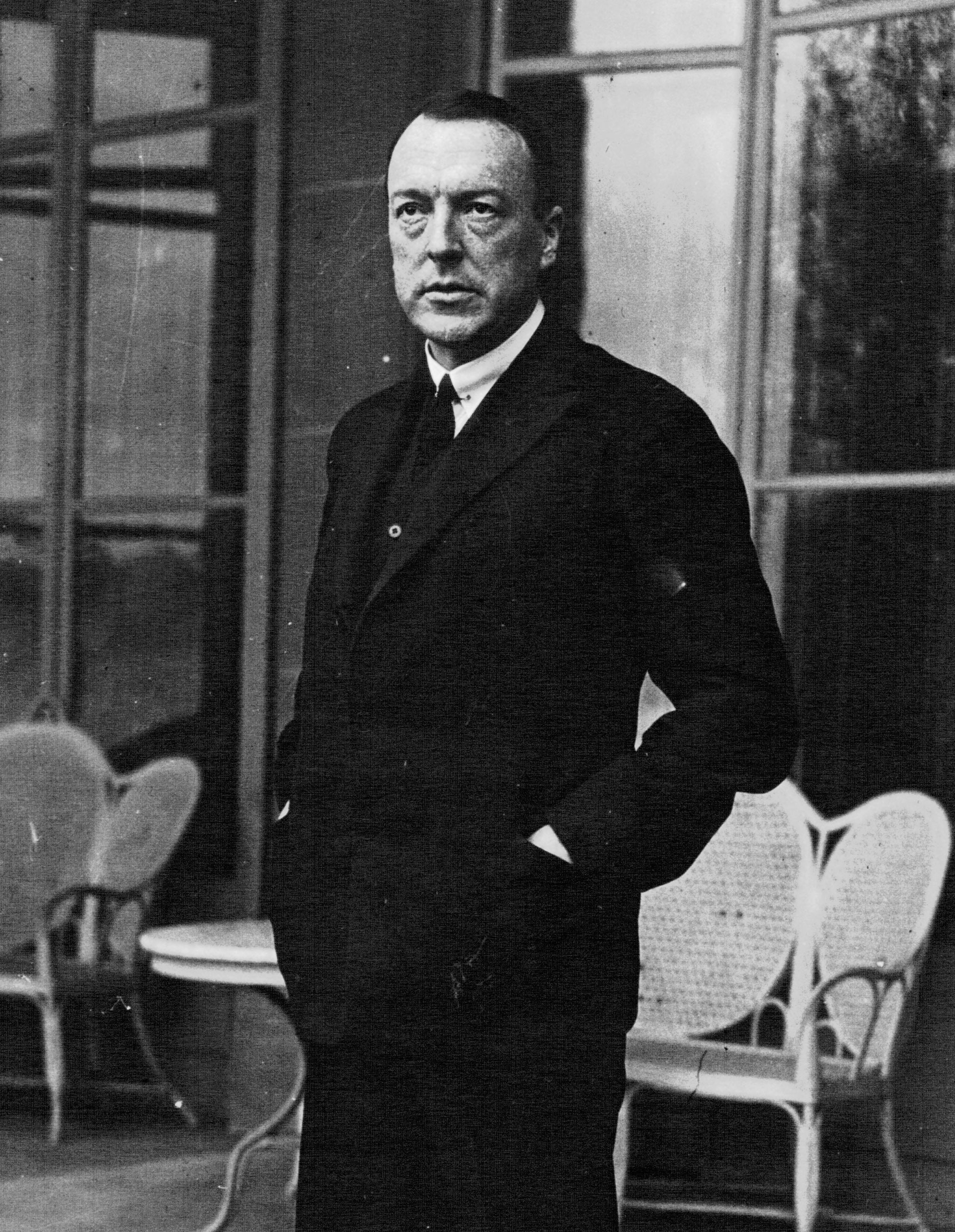
Joost Adriaan van Hamel (1927)

Joost Adriaan van Hamel (* 10. Oktober 1880 in Amsterdam; † 18. Oktober 1964 in Baarn, Niederlande) war ein niederländischer Jurist, Politiker und Hoher Kommissar in der Freien Stadt Danzig (1925–1929). Hamel war von 1929 bis 1945 als Rechtsanwalt für internationales Recht in Amsterdam tätig. Von 1945 bis 1950 amtierte er als Präsident des Besonderen Gerichtshofes (niederländisch Bijzonder Gerechtshof) in Amsterdam.
1917 wurde Hamel in die Zweite Kammer der Generalstaaten gewählt.